# Соцький Василь Михайлович
Василь Михайлович Соцький (30 березня 1929, с. Грицьків, тепер Хмельницької області — 6 листопада 2009, Кривий Ріг) — український гірничий інженер, підприємець, науковий діяч; Заслужений шахтар України (1979).

## Життєпис
Василь Соцький народився 30 березня 1929 року у селі Грицьків Хмельницької області.
У 1953 році закінчив Криворізький гірничорудний інститут.
У 1953–1963 — начальник дільниці, заступник головного інженера шахти ім. Ворошилова РУ Дзержинського.
У 1963–1965 — начальник шахти «Комунар».
У 1965–1973 — начальник шахти «Гігант-Глибока». Досяг найвищого результату продуктивності праці на підземних роботах у СРСР (22 тис. т на одного робітника). Впровадив систему підповерхового примусового обвалення.
У 1973–1979 — керуючий РУ ім. Ілліча. Керував процесом видобутку без порушення поверхні із закладкою відпрацьованого простору твердою сумішшю. Це дозволило зберегти залізничні колії, тис.кв.м житла. Бронзова медаль ВДНГ.
У 1980–1990 — заступник голови територіальної ради Науково-технічного товариства (НТТ).
У 1990–2009 — заступник голови ради Науково-технічного товариства Науково-дослідного гірничо-рудного інституту (НТТ НДГРІ). Пропагував передовий досвід, був ініціатором наукових зібрань.
Нагороджений орденом Леніна, Трудового Червоного Прапора, знаком «Шахтарська слава» 3 ступеню.